# 小泉芳江
小泉 芳江（こいずみ よしえ、〈出生名：石川 エシエ、いしかわ エシエ〉、1907年〈明治40年〉11月29日 - 2001年〈平成13年〉10月30日）は、政治家で日本の第87・88・89代内閣総理大臣・小泉純一郎の母。また、政治家の小泉又次郎の娘、政治家の小泉純也の妻、請負師の小泉由兵衛の孫、俳優の小泉孝太郎・政治家の小泉進次郎の祖母でもある。

## 来歴・人物
神奈川県横須賀市出身。父は小泉又次郎、母は石川ハツ（小泉家の女中、又次郎の妾、富山県の滑川出身）。
又次郎は正妻・ナオとの間に子どもがいなかった。そんな中、小泉家の女中の石川ハツが又次郎の子を産み、産まれた女児は「石川 エシエ」と名付けられた。ハツは後に神輿などを作る宮大工の山口忠蔵と結婚したが、エシエは又次郎に認知されて、小泉家が引き取った。エシエは「芳江」と改名し、「小泉 芳江」となった。
又次郎によると「誰の腹でもいいから、自分の子供はもっておくものだね」という。
芳江は、1929年（昭和4年）に日本女子大学校家政学科を卒業した。
父・又次郎が幹事長をつとめる立憲民政党の事務職員だった鮫島純也（鹿児島県出身）と知り合ったが、又次郎から結婚を反対されたため駆け落ちし、東京・青山の同潤会アパートで同棲をはじめた。
純也が代議士になることを条件に許され、又次郎のもとへ戻った芳江と純也は結婚して、純一郎ら三女二男をもうけた。
2001年（平成13年）10月30日、呼吸不全のため神奈川県横須賀市内で死去。満93歳没。

## エピソード
芳江について、又次郎の養女だった近藤壽子によると「（芳江は）気に入らないとすぐに絶縁するんです。絶縁が大好きなの（笑）。でも人がいいから、たいてい自分の方から折れてくる。やはりお嬢さんですね。」という。

## 家族・親族

### 小泉家
（神奈川県横浜市金沢区、横須賀市）
- 祖父・由兵衛（とび職人、請負師）
- 祖母・徳（岡崎文五郎二女）
- 父・又次郎（政治家）
  - 同人妻・ナオ（綾部幸吉の二女、又次郎の正妻、元芸者）

1865年6月（慶応元年5月）生 - 1951年（昭和26年）9月没
- 母・石川 ハツ（又次郎の妾）
- 夫・純也（政治家）

1904年（明治37年）1月生 - 1969年（昭和44年）8月没
- 長女・道子

1932年（昭和7年）生 - 2016年（平成28年）没
- 次女・隆子（豊島格の妻）
- 三女・信子（政策秘書）

1938年（昭和13年）3月生 -
- 長男・純一郎（宮本佳代子の元夫、政治家、第87・88・89代内閣総理大臣）

1942年（昭和17年）1月生 -
- 次男・正也（私設秘書）

1946年（昭和21年）3月生 -
- 孫・孝太郎（純一郎と佳代子の長男、俳優・タレント）

1978年（昭和53年）7月生 -
- 孫・進次郎（純一郎と佳代子の次男、滝川クリステルの夫、政治家）

1981年（昭和56年）4月生 -
- 孫・宮本 佳長（純一郎と佳代子の三男、三井不動産レジデンシャル勤務）

1983年（昭和58年）生 -
純一郎と佳代子の離婚後に誕生し、佳代子に引き取られた為、母方の宮本姓を名乗っている。